# 放正德

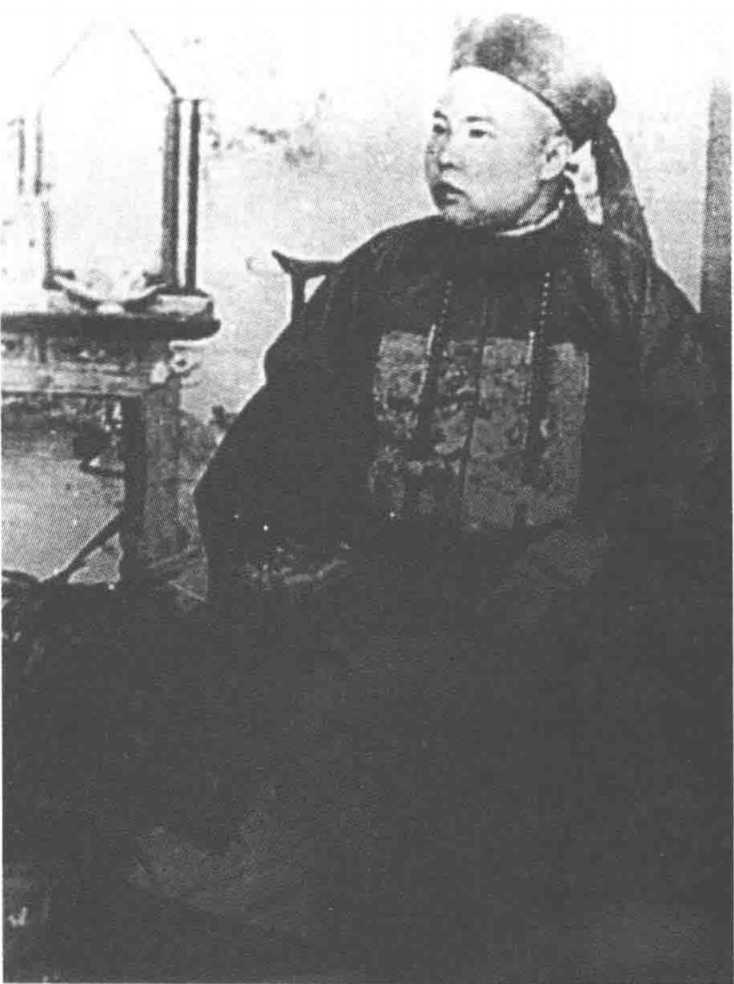
放正德肖像照

放正德（1871年—1912年），傣族，云南省芒市人。第二十一世芒市土司。

## 生平
放正德出身土司世家，为二十世土司放庆禄长子。1877年，放庆禄病故，因放正德年仅6岁，未合承袭之例，族目公推放庆寿任护印代办司务。1879年，放庆寿正式担任护印，1889年卒，放正德年已及岁，承袭世职。放正德因年幼不敢执掌大事，遂请放庆雍出任土司代办。放庆雍于光绪中叶死后，放正德开始执掌司务。放正德在位时，芒市地方平静，人民安居乐业。1910年，因足疾告替，长子方克明袭位。1912年病故。:158:15:169-175

## 家庭
正妻为南甸土司刀化南之妹，生有长子方克明、次子方克俊；庶妻为耿马土司罕氏之女，生有三子方克光、五子方克嘉、六子方克彦、七子方克敏；另有庶妻景氏，生有四子方克胜。